# Рядовка заострённая
Рядо́вка заострённая (лат. Tricholoma virgatum) — вид грибов, включённый в род Рядовка (Tricholoma) семейства Рядовковые (Tricholomataceae).

## Описание

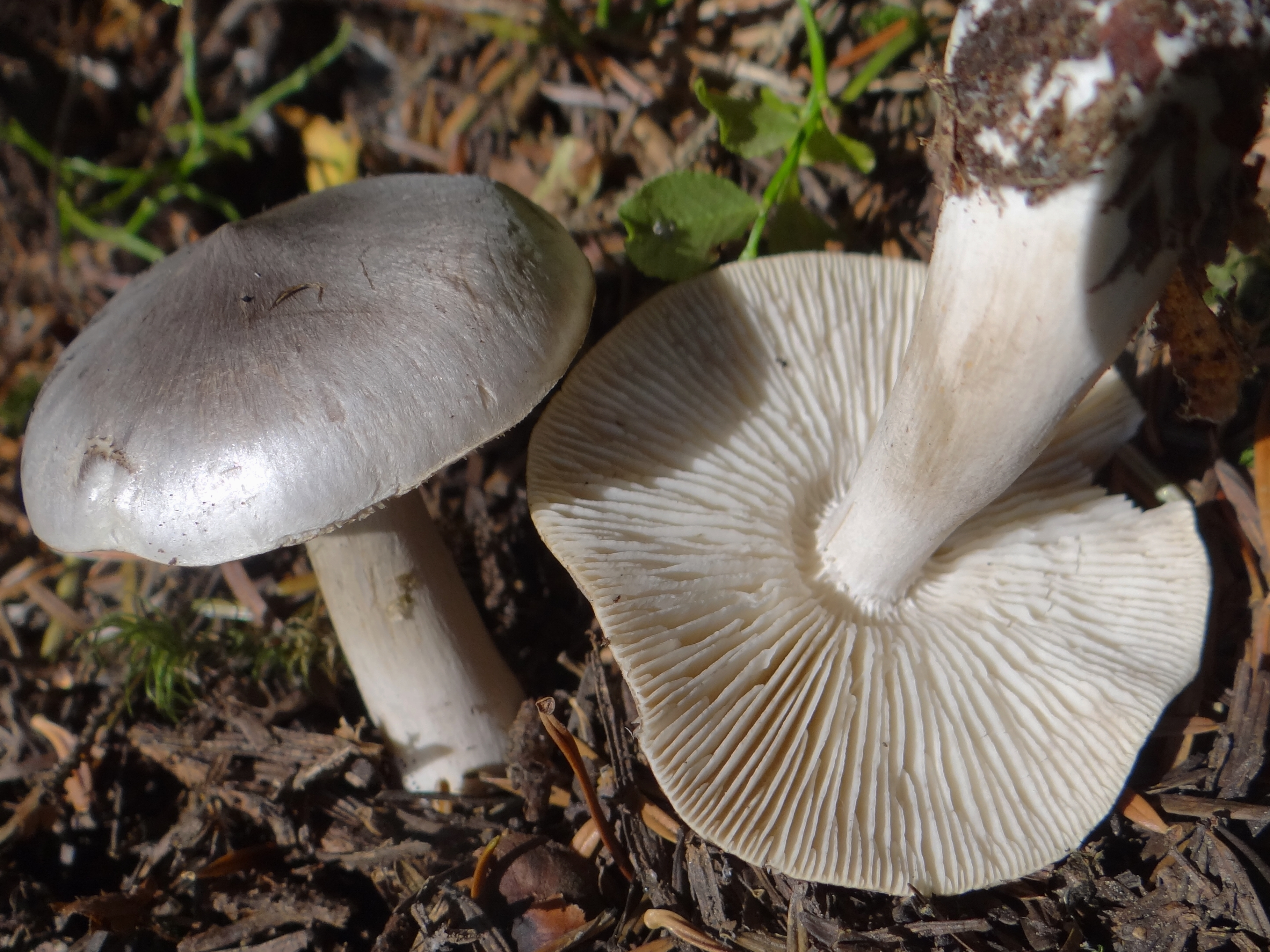

Шляпка 3—5 см в диаметре, коническо-колокольчатой, затем выпуклой и плоско-выпуклой формы, с острым бугорком в центре, волокнистая, блестящая. Окраска тёмно-серая.
Мякоть белого цвета, плотная, без особого запаха, с различной интенсивности жгучим вкусом.
Гименофор пластинчатый, пластинки выемчато-приросшие, часто расположенные, белого или сероватого цвета, с возрастом иногда покрывающиеся желтоватыми пятнами, с неровным краем.
Ножка 5—15 см длиной и 0,8—1,5 см толщиной, цилиндрическая или расширенная к основанию, белая, в основании иногда розоватая или желтоватая.
Споровый порошок белого цвета. Споры 6,5—8×5—6 мкм, широкоэллиптической формы, по 4 на базидиях. Кутикула шляпки — кутис.
Гриб несъедобен из-за жгуче-острого вкуса.

## Экология
Рядовка заострённая — микоризообразователь, произрастающий исключительно в хвойных лесах под сосной, лиственницей и елью. Предпочитает бедные, кислые почвы.

## Сходные виды
- Tricholoma argenteum Ovrebo, 1989
- Tricholoma hordum (Fr.) Quél., 1872
- Tricholoma portentosum (Fr.) Quél., 1873
- Tricholoma pullum Ovrebo, 1989
- Tricholoma sciodes (Pers.) C.Martin, 1919

## Таксономия

### Синонимы
- Agaricus virgatus Fr., 1818basionym
- Gyrophila virgata (Fr.) Quél., 1886
- Tricholoma subacutum Peck, 1889